# 会理州
会理州，元朝时设置的州。
至元十五年（1278年）置，治所在今四川省会东县。属会川路。辖境相当今四川省会东县。明朝洪武中废。清朝康熙二十九年（1690年），分会川卫复置。雍正六年（1728年），移治今四川省会理县。辖境相当今会理、会东等地。民国初年，全国废府州厅改县，1913年降为县。